# Matthias Taborsky
Matthias Taborsky (1 de octubre de 1992) es un deportista austríaco que compitió en remo. Ganó una medalla de plata en el Campeonato Mundial de Remo en Sala de 2018, en la prueba de ligero 2000 m.

## Palmarés internacional
| Campeonato Mundial | Campeonato Mundial          | Campeonato Mundial | Campeonato Mundial |
| Año                | Lugar                       | Medalla            | Prueba             |
| ------------------ | --------------------------- | ------------------ | ------------------ |
| 2018               | Alexandria (Estados Unidos) | Medalla de plata   | Ligero 2000 m      |